# Conus marmoreus
A Conus marmoreus a csigák (Gastropoda) osztályának Neogastropoda csoportjába, ezen belül a kúpcsigák (Conidae) családjába tartozó faj.
A Conus puhatestűnem típusfaja.

## Előfordulása
A Conus marmoreus előfordulási területe az Indiai-óceánban, Madagaszkártól kezdve a Chagos-szigetek és India vizein keresztül, egészen a Bengáli-öbölig tart. A Csendes-óceán nyugati felén, azaz a Fidzsi- és a Marshall-szigetek part menti vizeiben is fellelhető.

## Alfaja
- Conus marmoreus bandanus Lamarck

## Megjelenése
A kifejlett egyed házmérete 30-150 milliméter között változhat. A színezete példánytól függően változhat. Például vannak, melyeknek az alapszíne fekete, azon pedig fehér pontok láthatók; míg mások narancssárgák fehér, kockás, illetve háromszöges mintázattal. A ház nyílásának a pereme fehér vagy világos rózsaszín.

## Életmódja
Mint minden kúpcsigafaj a Conus marmoreus is nagyon mérgező. Feltételezések szerint tengeri csigákkal táplálkozik, köztük akár a nembeli rokonaival is.

## Képek

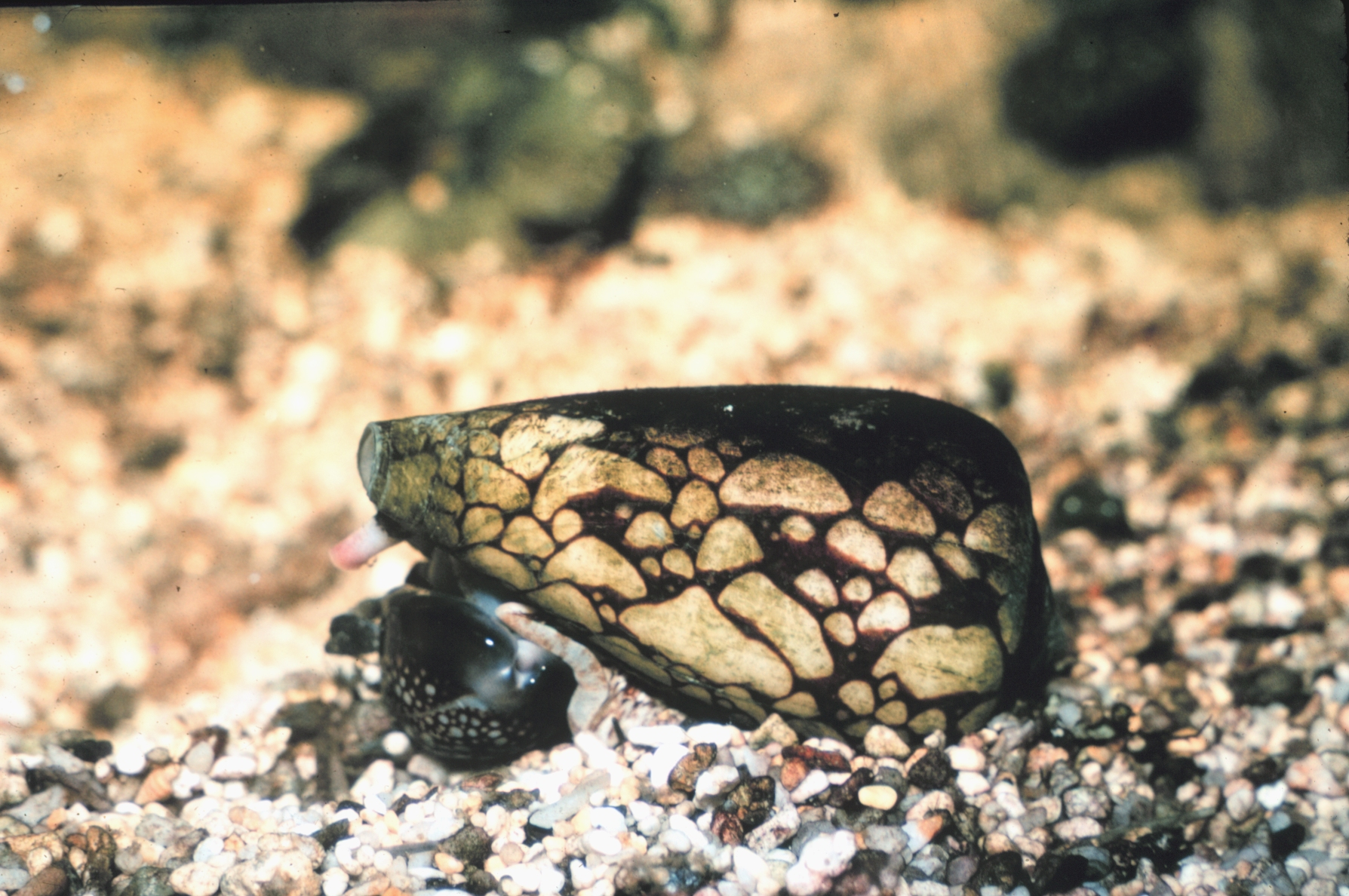
Vadászat közben
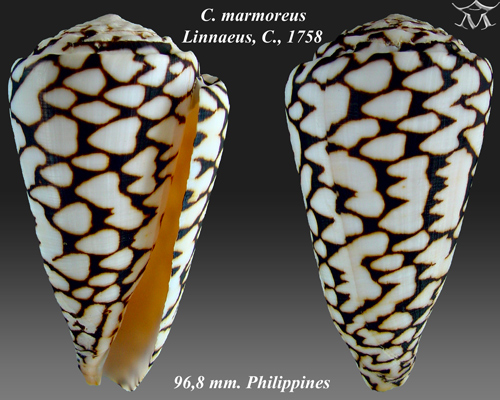
A csiga
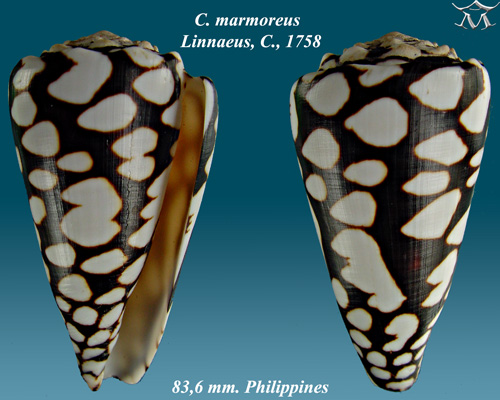
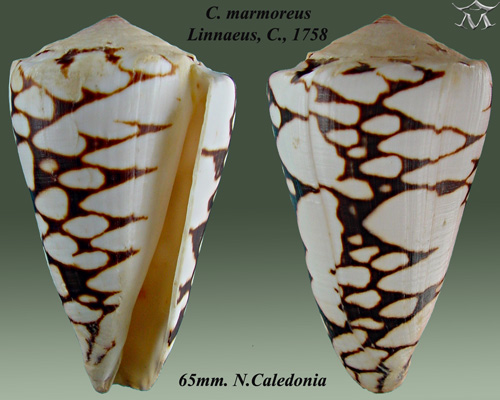
különböző
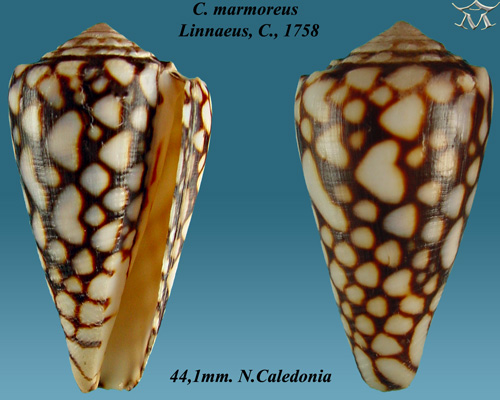
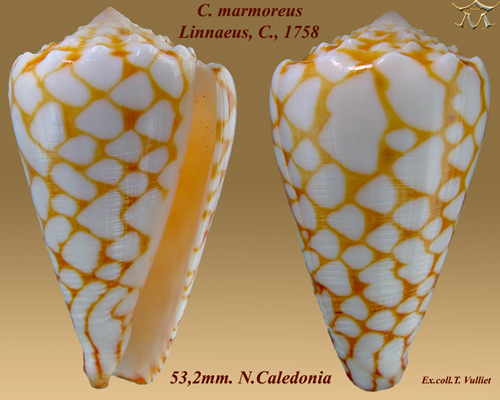
színekben
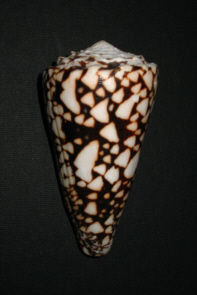
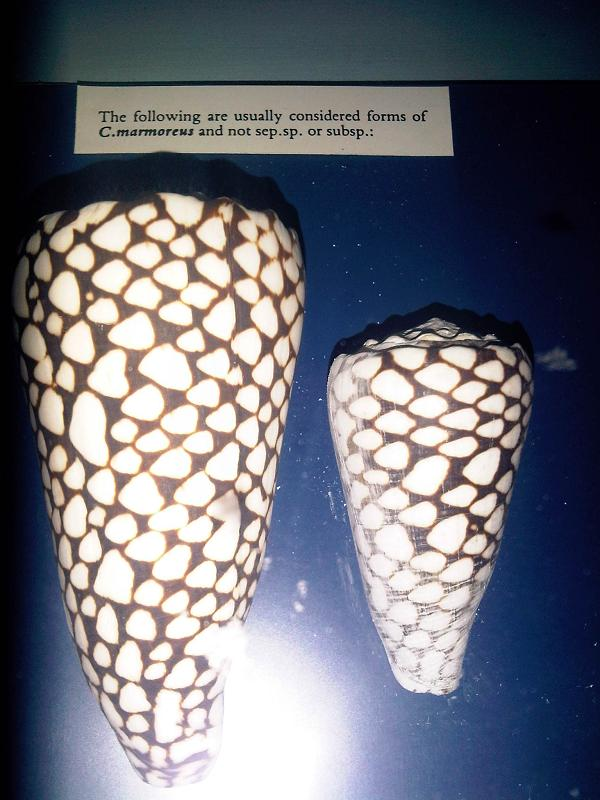

### Fordítás
- Ez a szócikk részben vagy egészben  a   Conus marmoreus című angol Wikipédia-szócikk ezen változatának fordításán alapul.  Az eredeti cikk szerkesztőit annak laptörténete sorolja fel. Ez a jelzés csupán a megfogalmazás eredetét és a szerzői jogokat jelzi, nem szolgál a cikkben szereplő információk forrásmegjelöléseként.